# Marcelle Baron
Pour les articles homonymes, voir Baron.
Marcelle Baron, née Marcelle Marie Yvonne Le Bail le 14 juillet 1909 à Nantes où elle est morte le 4 mai 2011,, est une militante communiste, résistante française à l'occupation allemande et au régime de Vichy pendant la Seconde Guerre mondiale. Elle est déportée dans les camps de concentration de Ravensbrück en Allemagne en mai 1944 puis de Zwodau en Tchécoslovaquie en juin 1944.

## Biographie
Marcelle Baron est la fille de Marie Yvonne Gillet, ménagère, et de Julien Le Bail, employé de chemin de fer.
Le 17 mars 1928, à Doulon, elle épouse Alfred Baron, ajusteur à l'usine des Batignolles de Nantes, responsable CGT de son usine et militant communiste. En novembre 1938, son mari est poursuivi pour violation de domicile et opposition aux travaux lors de la grève générale de la CGT. Il souhaite intégrer les brigades internationales en Espagne mais Marcelle Baron refuse.
Ensemble, ils ont deux enfants : Annick Vidal, née Annick Baron à Nantes le 19 juillet 1929, et Jean-Claude Baron. Ils vivent dans le quartier de Doulon, au 32 rue de la République.
Marcelle Baron travaille à la comptabilité de l'usine Brissonneau et Lotz, spécialisée dans la construction mécanique et qui se situe à Doulon.

### Seconde guerre mondiale: communisme, résistance et déportation (1940-1945)

#### Adhésion au Parti communiste français (1940)
Marcelle Baron adhère au Parti communiste français le jour de l'entrée des troupes allemandes à Nantes, en Loire-Inférieure, le 19 juin 1940. Son mari, quant à lui, est fait prisonnier à la suite de la défaite de la France.

#### Résistance (1942 à mars 1943)
En 1942, Marcelle Baron, restée seule après l'emprisonnement, la libération et la résistance de son mari qui prend le maquis dans le village de Vaux, près de Nort-sur-Erdre en Loire-Inférieure, entre dans la résistance à son tour, sous le nom de Ginette.
Alors que son mari est recherché pour terrorisme, elle devient agent de liaison du Parti communiste français, entre en contact avec Venise Gosnat et crée l'Union des femmes françaises (UFF). Elle distribue également des tracts contre l'occupation des troupes allemandes. Dans son logement de Doulon, elle organise des réunions clandestines et héberge des évadés du camp de Choisel à Châteaubriant, en Loire-Inférieure, tel Fernand Grenier,.
En 1943, après la réorganisation du Front national pour la libération et des Francs-tireurs et partisans de Loire-Inférieure, elle devient responsable régionale pour les femmes sous la direction de Libertaire Rutigliano, responsable départemental du Front national et organisateur du Comité départemental de Libération. Son activité dans la résistance lui vaut le titre de capitaine des Francs-tireurs et partisans de Loire-Inférieure.

#### Arrestation par la Gestapo (mars à avril 1944)
Marcelle Baron est arrêtée le 28 mars 1944 comme d'autres résistants de l'usine Brissonneau et Lotz. Elle est torturée au siège de la Gestapo, actuelle rue Maréchal Joffre, et enfermée à la prison Lafayette où elle rencontre Gisèle Giraudeau, résistante communiste nantaise.
La Gestapo tend un piège à sa famille en indiquant à son mari et sa fille qu'ils pourront parler à Marcelle Baron avant son transfert. Apprenant le piège à la dernière minute, Alfred Baron parvient à s'échapper mais Annick Vidal est attrapée et interrogée plusieurs heures avant d'être relâchée.
Le 28 avril 1944, Marcelle Baron et Gisèle Giraudeau sont transférées au fort de Romainville, un camp exclusivement féminin, et elles y restent jusqu'à leur départ pour la gare de Pantin, à Paris, le 13 mai 1944,.

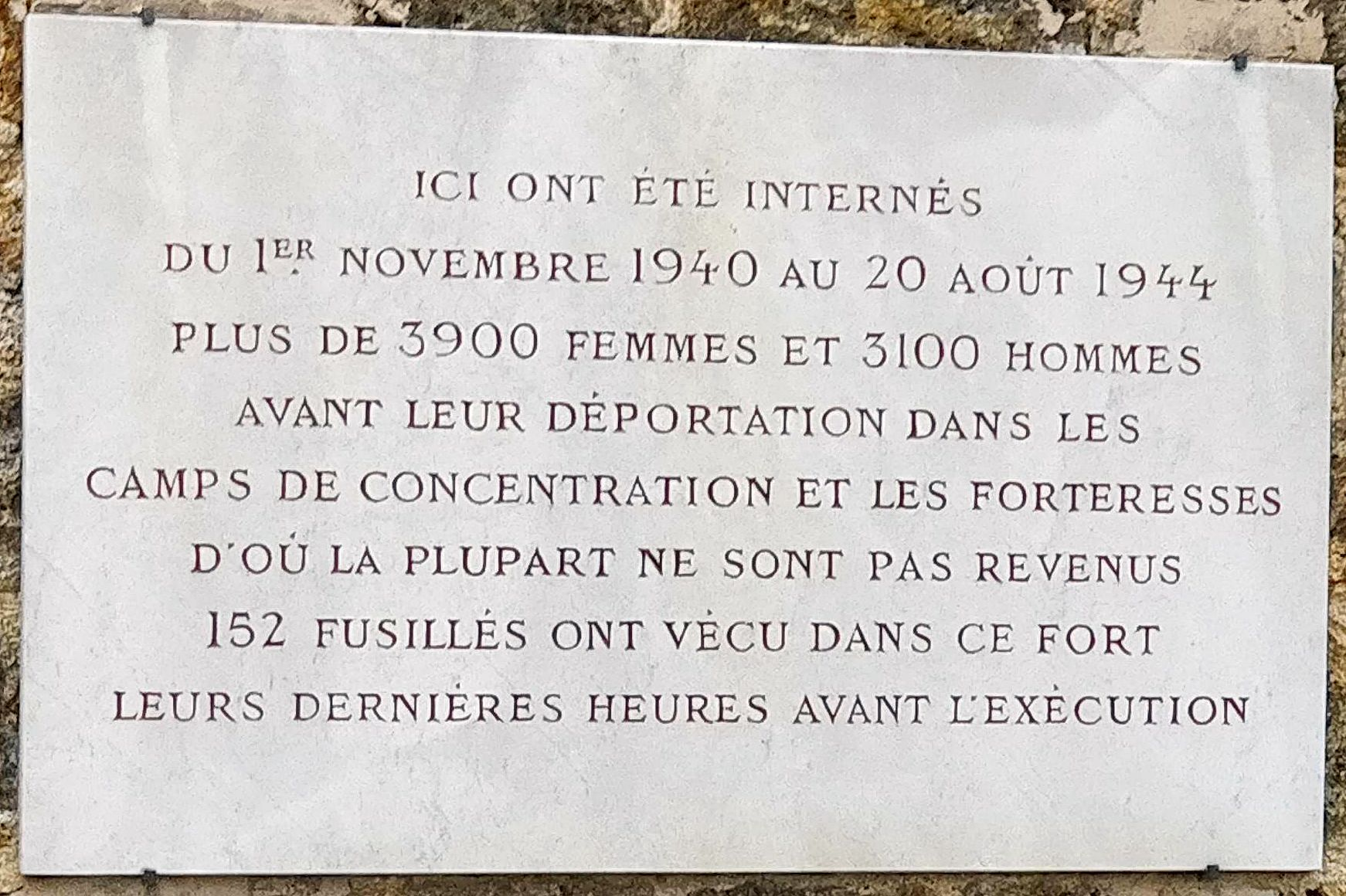
Plaque commémorative du Fort de Romainville.

#### Déportation au camp de concentration de Ravensbrück (mai à juin 1944)
A bord du convoi I.212, elles quittent la gare de Pantin, à Paris, le 13 mai 1944 et sont déportées vers le camp de concentration de Ravensbrück qui est exclusivement réservé aux femmes et aux enfants,. Le voyage, particulièrement éprouvant, dure cinq jours et quatre nuit. Elles arrivent à Ravensbrück le 18 mai et Marcelle Baron se voit attribuer le matricule n° 38773.

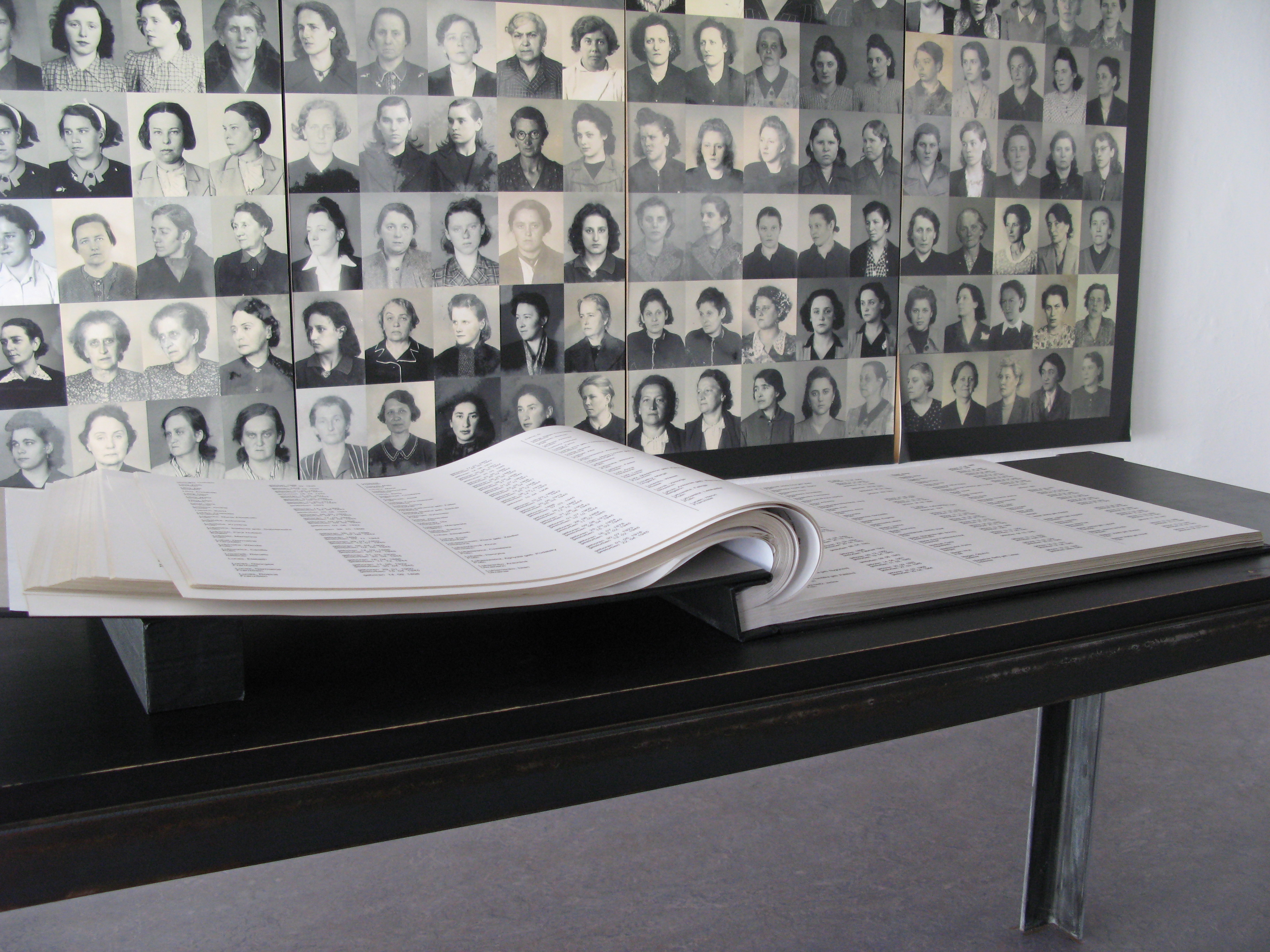
Commémoration à la mémoire des femmes victimes de la déportation du camp de concentration de Ravensbrück.

#### Déportation au commando de Zwodau (juin 1944 à  mai 1945)
Marcelle Baron ne reste pas longtemps au camp de Ravensbrück puisqu'elle est de nouveau déportée vers le commando de Zwodau, dans les Sudètes en Tchécoslovaquie, où elle rejoint, le 17 juin 1944, Gisèle Giraudeau arrivée deux jours plus tôt.
Elle travaille à l'usine Siemens qui fabrique des pièces pour l'aviation, mais dans une autre équipe que celle de son amie Gisèle Giraudeau.

#### Libération (mai 1945)
Après plusieurs plusieurs jours à errer entre les camps sur ordre des Allemands, le commando de Zwodau est libéré le 07 mai 1945 par les Alliés. Marcelle Baron et les déportées sont envoyées vers Duisburg, en Allemagne, et font le voyage vers Nantes au cours du mois de mai.

### Parcours d'après-guerre
L'état de l'appartement familial de Doulon, détruit par les bombes des Alliés, force la famille Baron à s'installer à la cité ouvrière de La Halvêque, l'un des trois quartiers de l'usine des Batignolles.
Marcelle Baron se repose quelques mois pour recouvrer la santé puis retourne travailler chez Brissonneau et Lotz jusqu'en 1950.

#### Militantisme syndical (post 1945 aux années 2000)
Marcelle Baron est invitée par les syndicats soviétiques à voyager en Union des républiques socialistes soviétiques (URSS) afin d'assister au défilé du 1er mai 1949 présidé par Joseph Staline.
Après son départ de l'usine Brissonneau et Lotz, elle travaille comme secrétaire à la Confédération générale du travail. Dans un premier temps, elle travaille avec Pierre Gaudin à la Fédération des métaux puis dans un second temps, avec Gaston Jacquet à l'Union départementale CGT. Elle cesse son activité avant 1968 mais continue le militantisme et lutte ainsi pour l'émancipation des pauvres, des exploités et des privés de parole.
Elle est également membre de la Fédération nationale des déportés et internés résistants et patriotes.

### Décès
Marcelle Baron décède à Nantes le 11 mai 2011, à l'âge de cent-un ans. Elle disait souvent qu'elle était « faite pour vivre ».

### À propos de Marcelle Baron
- Louis Le Bail, Saint-Jo et les Batignolles, histoires d'un quartier nantais, Amicale laïque Porterie, Nantes, 2012  (ISBN 9782746651401)[16].
- Gisèle Giraudeau, La résistance et la déportation à 20 ans : 1943-1945, Opéra, 2016  (ISBN 9782353702497)[17].

## Héritage

### Postérité
En 2014, la compagnie Le Saut de l'Ange a adapté le témoignage de Gisèle Giraudeau au sein de la pièce de théâtre De tant d'horreurs mon cœur revient immense, écrite et mise en scène par Isabelle Lauriou. La pièce revient sur l'amitié et les retrouvailles de Marcelle Baron et Gisèle Giraudeau.

### Mémoire
Le 15 décembre 2012, le président du Conseil général de la Loire-Atlantique inaugure le collège d'Héric et dévoile son nom : Collège Marcelle-Baron. Ses enfants, Jean-Claude Baron et Annick Vidal sont présents pour l'inauguration.